# Liste der Ausgaben von P.M. History
Diese Liste enthält alle Ausgaben des Geschichtsmagazins P.M. History und des Vorläufers P.M. – Das historische Ereignis.

## P.M. – Das historische Ereignis
| Nr. | Jahr | Titel |
| --- | ---- | --- |
| 01  | 1993 | Chuck Yeager durchbricht die Schallmauer                                                                  |
| 02  | 1994 | Dampfmaschine – James Watt entfesselt die industrielle Revolution                                         |
| 03  | 1994 | Wallensteins Tod – Protokoll eines politischen Mordes                                                     |
| 04  | 1994 | Tutanchamun – Wie ein Pharao unsterblich wurde                                                            |
| 05  | 1995 | Eldorado – Die Gier des Menschen nach dem Gold                                                            |
| 06  | 1995 | Das abenteuerliche Leben der Gebrüder Wright – 17. Dezember 1903 – Der erste Motorflug der Weltgeschichte |
| 07  | 1995 | Pompeji – Der Tag des Untergangs                                                                          |
| 08  | 1996 | USA – Die Geburt einer Weltmacht                                                                          |
| 09  | 1996 | Jeanne d’Arc – Hexe, Heldin, Heilige                                                                      |
| 10  | 1996 | Mondlandung – 20. Juli 1969 – Ein Menschheitstraum geht in Erfüllung                                      |
| 11  | 1996 | Leonardo da Vinci und die großen Meister der Renaissance                                                  |
| 12  | 1997 | Rasputin und das blutige Ende des Zarenreiches                                                            |
| 13  | 1997 | Dinosaurier – Die Entdeckung der Urzeitriesen                                                             |
| 14  | 1997 | Europas Heiliger Krieg – Europa und die Kreuzzüge                                                         |
| 15  | 1997 | Schinderhannes – Sein Aufstieg und sein Untergang                                                         |

## P.M. History

### 1990er
| Nr. | Jahr | Titel                                  |
| --- | ---- | -------------------------------------- |
| 01  | 1998 | Das Geheimnis der Pyramiden            |
| 02  | 1998 | Rückkehr der Ritter                    |
| 03  | 1998 | Babylon                                |
| 04  | 1998 | Die Schöpfung                          |
| 01  | 1999 | Die Menschen des Barock                |
| 02  | 1999 | Suche nach dem heiligen Gral           |
| 03  | 1999 | Streit der Forscher um den Sphinx      |
| 04  | 1999 | Mittelalter                            |
| 05  | 1999 | Die großen Eroberer der Weltgeschichte |
| 06  | 1999 | Die großen Visionen der Menschheit     |

### 2000er
| Nr.   | Jahr | Titel |
| ----- | ---- | --- |
| 01    | 2000 | Amazonen |
| 02    | 2000 | Der Tod am Kreuz                                                                                                |
| 03    | 2000 | Sokrates |
| 04    | 2000 | Vampire |
| 05    | 2000 | Drogen im Reich am Nil                                                                                          |
| 06    | 2000 | Wilhelm Tell |
| 01    | 2001 | Französische Revolution                                                                                         |
| 02    | 2001 | Ludwig II. |
| 03    | 2001 | Der Kampf um Troia                                                                                              |
| 04    | 2001 | USA – Amerikanischer Bürgerkrieg                                                                                |
| 05    | 2001 | Grabräuber – Sie jagten nach Schätzen und störten den ewigen Schlaf der Pharaonen                               |
| 06    | 2001 | Siegfried, Kriemhild, Hagen und Co.                                                                             |
| 01    | 2002 | Michelangelo und die sixtinische Kapelle – Ein Genie gegen neidische Konkurrenten und gegen prüde Päpste        |
| 02    | 2002 | Die Götter der Antike                                                                                           |
| 03    | 2002 | Krieg gegen Rom – Hannibals langer Marsch über die Alpen                                                        |
| 04/05 | 2002 | Die Schlacht bei Kadesch – Als Pharao Ramses gegen die Hethiter in den Krieg zog                                |
| 06    | 2002 | Versunkenes Ägypten                                                                                             |
| 07    | 2002 | Die Wahrheit über Stonehenge                                                                                    |
| 08    | 2002 | Von Teufeln, Hexen und Dämonen                                                                                  |
| 09    | 2002 | Albrecht Dürer Superstar                                                                                        |
| 01/02 | 2003 | Geheimnisvolles Atlantis                                                                                        |
| 03    | 2003 | Afrika – Pharaonen                                                                                              |
| 04    | 2003 | Die Schlacht von Hastings – Als die Normannen England eroberten                                                 |
| 05    | 2003 | Wyatt Earp |
| 06/07 | 2003 | Napoleon, der Feldzug nach Ägypten                                                                              |
| 08    | 2003 | Spartacus – Sein Kampf gegen Rom                                                                                |
| 09    | 2003 | Die Kelten – Vercingetorix und sein Kampf gegen Caesar                                                          |
| 10    | 2003 | Im Reich der Pharaonen – Von den ersten Pyramiden bis zum Tal der Könige                                        |
| 11    | 2003 | Babylon |
| 12    | 2003 | Von Propheten, Heiligen und Pharaonen                                                                           |
| 01    | 2004 | Mit Kreuz und Schwert nach El Dorado                                                                            |
| 02    | 2004 | Eine Reise in die Urzeit                                                                                        |
| 03    | 2004 | Kampf um Rom |
| 04    | 2004 | Der Untergang Roms – Der Aufstieg von Byzanz                                                                    |
| 05    | 2004 | Die Geschichte der Sexualität                                                                                   |
| 06    | 2004 | Theseus und das Stiermonster – Der Kampf mit dem Minotaurus                                                     |
| 07    | 2004 | Die weisen Magier                                                                                               |
| 08    | 2004 | Napoleon in Deutschland                                                                                         |
| 09    | 2004 | Die Kreuzritter                                                                                                 |
| 10    | 2004 | Mordfall Caesar                                                                                                 |
| 11    | 2004 | Friedrich Schiller                                                                                              |
| 12    | 2004 | Alexander – Der Makedonische Eroberer                                                                           |
| 01    | 2005 | König Artus |
| 02    | 2005 | Eine starke Frau auf dem Thron der Pharaonen – Königin Hatschepsut und ihr Geheimnis                            |
| 03    | 2005 | Zurück in die Zukunft                                                                                           |
| 04    | 2005 | Die Seherin Pythia und das Orakel von Delphi                                                                    |
| 05    | 2005 | Schamanen, Priester, Exorzisten                                                                                 |
| 06    | 2005 | Die unbekannten Rätsel der Pyramiden                                                                            |
| 07    | 2005 | Ritter, Päpste und Rebellen                                                                                     |
| 08    | 2005 | Pyramiden, Mumien und ferne Weltern – Herodot                                                                   |
| 09    | 2005 | Herkules |
| 10    | 2005 | Aufstand gegen Rom – Arminius und Varus / Boudicca und Zenobia                                                  |
| 11    | 2005 | Auf den Spuren von Richard Löwenherz – Die Heimkehr der Kreuzfahrer aus dem Heiligen Land                       |
| 12    | 2005 | Jesus |
| 01    | 2006 | Achill – Sein Rachefeldzug gegen Troja und das Duell mit Hektor                                                 |
| 02    | 2006 | Mythen und Rätsel der Urzeit                                                                                    |
| 03    | 2006 | Waterloo |
| 04    | 2006 | Thutmosis und die Schlacht von Megiddo – Als der kriegerische Pharao sein Weltreich eroberte                    |
| 05    | 2006 | Die großen Schlachten der Weltgeschichte                                                                        |
| 06    | 2006 | Spione und Agenten                                                                                              |
| 07    | 2006 | Von Abu Simbel bis in das Tal der Könige: Die Geheimnisse um Pharao Ramses II                                   |
| 08    | 2006 | Die deutschen Kaiser von Karl bis Wilhelm                                                                       |
| 09    | 2006 | Die Völkerwanderung – Europa im Umbruch                                                                         |
| 10    | 2006 | Das Rätsel der Himmelsscheibe von Nebra                                                                         |
| 11    | 2006 | Der Kampf mit Hexen, Teufeln und Dämonen                                                                        |
| 12    | 2006 | Die Erben des Jesus von Nazareth                                                                                |
| 01    | 2007 | Gelobtes Land Ägypten                                                                                           |
| 02    | 2007 | Französische Revolution                                                                                         |
| 03    | 2007 | Die Nibelungen                                                                                                  |
| 04    | 2007 | Gladiatoren |
| 05    | 2007 | Barbarossa – Kaiser und Kriegsherr, Mythos und Messias                                                          |
| 06    | 2007 | Atlantis |
| 07    | 2007 | Kampf um Babylon                                                                                                |
| 08    | 2007 | Auf nach Italien!                                                                                               |
| 09    | 2007 | Die Habsburger                                                                                                  |
| 10    | 2007 | Das Geheimnis der Pyramiden                                                                                     |
| 11    | 2007 | Die Allmacht der Päpste                                                                                         |
| 12    | 2007 | Die ungelösten Rätsel der Schöpfung                                                                             |
| 01    | 2008 | Verschwörer, Attentäter und Rebellen                                                                            |
| 02    | 2008 | Weltmacht Russland                                                                                              |
| 03    | 2008 | Große Schlachten – Helden, Feldherrn und Eroberer                                                               |
| 04    | 2008 | Der Kampf um das Heilige Land                                                                                   |
| 05    | 2008 | Die Sieben Weltwunder und ihre Geheimnisse                                                                      |
| 06    | 2008 | Supermacht Preußen                                                                                              |
| 07    | 2008 | England im Mittelalter                                                                                          |
| 08    | 2008 | Rätsel der Dinosaurier                                                                                          |
| 09    | 2008 | 1949 * 1989 * 2009 – Deutschland… einig Vaterland?                                                              |
| 10    | 2008 | Die Welt der Kelten und Germanen                                                                                |
| 11    | 2008 | Propheten, Wunder und Dämonen                                                                                   |
| 12    | 2008 | Kreuzritter, Könige und Revoluzzer – Das Mittelalter im Umbruch                                                 |
| 01    | 2009 | Die letzten Tage von Pompeji                                                                                    |
| 02    | 2009 | Kaiser Karl V.                                                                                                  |
| 03    | 2009 | Im Wunderland der Pharaonen                                                                                     |
| 04    | 2009 | Im Glanz des Sonnenkönigs                                                                                       |
| 05    | 2009 | Tatort Geschichte                                                                                               |
| 06    | 2009 | Karl der Große und der Kampf um das Abendland                                                                   |
| 07    | 2009 | Die großen Entdecker – Die Abenteuer von Marco Polo, Christoph Kolumbus & Co. – Auf der Suche nach neuen Welten |
| 08    | 2009 | Der Heilige Gral                                                                                                |
| 09    | 2009 | Im Reich der Wikinger                                                                                           |
| 10    | 2009 | Gottkönige, Volkshelden und Friedenskämpfer                                                                     |
| 11    | 2009 | Die Mächte der Finsternis                                                                                       |
| 12    | 2009 | Neue Spuren am Tatort Geschichte                                                                                |

### 2010er
| Nr. | Jahr | Titel |
| --- | ---- | --- |
| 01  | 2010 | Jäger der verlorenen Schätze                                                                                                |
| 02  | 2010 | Revoluzzer, Kaiser und Verführer: Napoleon                                                                                  |
| 03  | 2010 | Weltmacht England |
| 04  | 2010 | Jesus und das Rätsel der Auferstehung                                                                                       |
| 05  | 2010 | Der Amerikanische Bürgerkrieg                                                                                               |
| 06  | 2010 | Robin Hood und die Zeit der Kreuzzüge                                                                                       |
| 07  | 2010 | Vampire, Werwölfe und die Kinder der Nacht                                                                                  |
| 08  | 2010 | Caesar und das Alte Rom |
| 09  | 2010 | Im Reich der Venus |
| 10  | 2010 | Der Dreißigjährige Krieg |
| 11  | 2010 | Wer war König Artus? |
| 12  | 2010 | Rasputin und der Untergang des Zarenreichs                                                                                  |
| 01  | 2011 | Geheimnisse der Bibel |
| 02  | 2011 | Weltmacht Asien |
| 03  | 2011 | Das Rätsel des Sphinx |
| 04  | 2011 | Die Geheimakte Jesus |
| 05  | 2011 | Piraten |
| 06  | 2011 | Auf den Spuren der Germanen                                                                                                 |
| 07  | 2011 | Die Jungfrau von Orleans und der Hundertjährige Krieg                                                                       |
| 08  | 2011 | Die Urzeit in Deutschland                                                                                                   |
| 09  | 2011 | Die dunkle Weltmacht Terror                                                                                                 |
| 10  | 2011 | 1000 Jahre Spanien |
| 11  | 2011 | Teufel, Hexen und Dämonen                                                                                                   |
| 12  | 2011 | Babylon |
| 01  | 2012 | Rätsel der Weltgeschichte                                                                                                   |
| 02  | 2012 | Hannibal und sein Krieg gegen Rom                                                                                           |
| 03  | 2012 | Magische Orte und ihre Geschichte                                                                                           |
| 04  | 2012 | Die Geheimnisse von Kaiser Nero                                                                                             |
| 05  | 2012 | Die unsterbliche Welt der Pyramiden                                                                                         |
| 06  | 2012 | Der Kampf um den Heiligen Gral                                                                                              |
| 07  | 2012 | Attentäter, Verschwörer, Terroristen                                                                                        |
| 08  | 2012 | Napoleons Krieg gegen den Zaren                                                                                             |
| 09  | 2012 | Troja |
| 10  | 2012 | Die letzten Tage von Marie Antoinette                                                                                       |
| 11  | 2012 | Osiris – Der heimliche Herrscher im alten Ägypten                                                                           |
| 12  | 2012 | Die Welt im Jahre Null |
| 01  | 2013 | Der lange Winter von Stalingrad                                                                                             |
| 02  | 2013 | Der Untergang der deutschen Kolonien                                                                                        |
| 03  | 2013 | Der Dreißigjährige Krieg |
| 04  | 2013 | Die Pest in Deutschland |
| 05  | 2013 | Der Kampf um England |
| 06  | 2013 | 1913 – Der letzte Sommer in Frieden                                                                                         |
| 07  | 2013 | Hitlers willige Vollstrecker                                                                                                |
| 08  | 2013 | Die dunkle Macht der Azteken                                                                                                |
| 09  | 2013 | Tatort Geschichte |
| 10  | 2013 | Die geheimnisvolle Welt der Germanen                                                                                        |
| 11  | 2013 | Der Erste Weltkrieg |
| 12  | 2013 | Die letzten Rätsel der Bibel                                                                                                |
| 01  | 2014 | Leben und Tod der Gladiatoren                                                                                               |
| 02  | 2014 | Von Aufbruch, Drogen und RAF-Terror: Die wilden 70er Jahre                                                                  |
| 03  | 2014 | Die spektakulärsten Funde der Weltgeschichte                                                                                |
| 04  | 2014 | Das Reich der Wikinger |
| 05  | 2014 | Adolf Hitler – Die Geheimnisse seiner frühen Jahre                                                                          |
| 06  | 2014 | Die Inquisition in Deutschland                                                                                              |
| 07  | 2014 | Roms Schicksalsjahr |
| 08  | 2014 | Die Deutschen im Amerikanischen Bürgerkrieg                                                                                 |
| 09  | 2014 | Katastrophen in Deutschland: 1908 Grubenunglück im Ruhrgebiet                                                               |
| 10  | 2014 | 24 Stunden im Mittelalter                                                                                                   |
| 11  | 2014 | Das Reich der Zaren – Von Iwan dem Schrecklichen bis Nikolaus II.                                                           |
| 12  | 2014 | Das geheimnisvolle Leben der Kelten                                                                                         |
| 01  | 2015 | Die dunkle Seite der Päpste                                                                                                 |
| 02  | 2015 | Die ersten Superreichen der Geschichte                                                                                      |
| 03  | 2015 | Deutschland 1945: Die Stunde Null                                                                                           |
| 04  | 2015 | 1815 Napoleon – Das Ende des Unbesiegbaren                                                                                  |
| 05  | 2015 | Europas erste Genies – Wie das denken der alten Griechen uns bis heute prägt                                                |
| 06  | 2015 | Legendäre Gangster |
| 07  | 2015 | Der echte Wilde Westen |
| 08  | 2015 | Triumph über Rom – Wie die Germanen das Unglaubliche vollbringen und das Römische Imperium besiegen                         |
| 09  | 2015 | Die Tempelritter |
| 10  | 2015 | Amerikas mächtigste Familienclans                                                                                           |
| 11  | 2015 | Hitlers Geheimagenten |
| 12  | 2015 | Die Hanse – Supermacht des Mittelalters                                                                                     |
| 01  | 2016 | 1916 – So lebten die Deutschen vor 100 Jahren                                                                               |
| 02  | 2016 | Die geheimnisvolle Macht der Samurai                                                                                        |
| 03  | 2016 | Die Welt von Jesus |
| 04  | 2016 | Der deutsche Bruderkrieg |
| 05  | 2016 | Game of Thrones – Die historischen Vorbilder der erfolgreichsten Serie der Welt                                             |
| 06  | 2016 | Die Tragödie der Weimarer Republik                                                                                          |
| 07  | 2016 | Afrika – Abenteuer und Albtraum                                                                                             |
| 08  | 2016 | Das legendäre Hollywood |
| 09  | 2016 | Olympia 1936 |
| 10  | 2016 | Cäsar – Der eiskalte Tyrann                                                                                                 |
| 11  | 2016 | Das große Zeitalter der Piraten                                                                                             |
| 12  | 2016 | Das Ende des Mittelalters                                                                                                   |
| 01  | 2017 | Der Siegeszug der Normannen                                                                                                 |
| 02  | 2017 | Der Kampf um Amerika |
| 03  | 2017 | Die Welt vor 5000 Jahren |
| 04  | 2017 | Karl Marx und der Kapitalismus                                                                                              |
| 05  | 2017 | Wie man Kriege beendet – Der Frieden nach dem Dreißigjährigen Krieg – Ein Lehrstück für heute                               |
| 06  | 2017 | 1850–1900 – Revolution des Wissens                                                                                          |
| 07  | 2017 | Deutsche Sagen und Märchen                                                                                                  |
| 08  | 2017 | Friedrich der Große |
| 09  | 2017 | Das brutale Ende der Zaren                                                                                                  |
| 10  | 2017 | Maya, Inka und Azteken |
| 11  | 2017 | Spanischer Bürgerkrieg – Generalprobe für den Weltkrieg                                                                     |
| 12  | 2017 | Odysseus und der Krieg um Troja                                                                                             |
| 01  | 2018 | Die Welt der Ritter |
| 02  | 2018 | Krieg im Orient – Lawrence von Arabien, Palästina, Sechs-Tage-Krieg – die historischen Wurzeln der Konflikte im Nahen Osten |
| 03  | 2018 | Schottland – Der Freiheitskampf eines rebellischen Volkes                                                                   |
| 04  | 2018 | Der Clan des Tutanchamun |
| 05  | 2018 | Der Rhein – Schicksalsstrom der Deutschen von den Römern bis zum Weltkrieg                                                  |
| 06  | 2018 | Die Geschichte des Hauses Windsor                                                                                           |
| 07  | 2018 | Die verlorene Welt der Indianer                                                                                             |
| 08  | 2018 | Das antike Weltreich der Griechen                                                                                           |
| 09  | 2018 | Der Ursprung der Deutschen                                                                                                  |
| 10  | 2018 | Hexenjagd in Deutschland |
| 11  | 2018 | Sturm aus der Steppe – Die Mongolen und das Weltreich des Dschingis Khan                                                    |
| 12  | 2018 | Das goldene Zeitalter – Wien um 1900                                                                                        |
| 01  | 2019 | Die großen Figuren im Alten Testament                                                                                       |
| 02  | 2019 | 1939 – Das Jahr zwischen Frieden und Krieg                                                                                  |
| 03  | 2019 | Rom – Aufstieg zur Weltmacht                                                                                                |
| 04  | 2019 | Nordische Mythen |
| 05  | 2019 | Geheimnisvolles Mittelalter                                                                                                 |
| 06  | 2019 | Persien – Das erste Weltreich der Geschichte                                                                                |
| 07  | 2019 | Bronzezeit in Europa |
| 08  | 2019 | Kampf um Europa – Türkenkriege                                                                                              |
| 09  | 2019 | Die Geschichte Koreas |
| 10  | 2019 | Die Deutschen im Osten |
| 11  | 2019 | Versunkene Reiche – Angkor, Nubien, Olmeken, Cahokia und Skythen                                                            |
| 12  | 2019 | Tibet – Kampf um das Dach der Welt                                                                                          |

### 2020er
| Nr. | Jahr | Titel |
| --- | ---- | --- |
| 01  | 2020 | Geheimnisvoller Vatikan |
| 02  | 2020 | Freiheitskämpfer – Von Arminius bis Zapata                                                                                          |
| 03  | 2020 | Die Völkerwanderung – Der Sturm auf das Römische Reich (376–568)                                                                    |
| 04  | 2020 | Irland – Vom heiligen Patrick bis zur IRA                                                                                           |
| 05  | 2020 | Die Macht der Hohenzollern – Aufstieg und Fall einer Familie                                                                        |
| 06  | 2020 | Japan – Von der Zeit der Samurai bis in die Moderne                                                                                 |
| 07  | 2020 | Versunkene Städte – Eine Reise zu magischen Orten der Weltgeschichte                                                                |
| 08  | 2020 | Wikinger – Krieger, Händler und Entdecker                                                                                           |
| 09  | 2020 | Amerikas Kriege |
| 10  | 2020 | Jüdisches Leben in Europa |
| 11  | 2020 | Made in Germany – Deutschlands Aufstieg zur Wirtschaftsgroßmacht                                                                    |
| 12  | 2020 | Der Balkan |
| 01  | 2021 | Rivalen, Geheimnisse, Märtyrer – Frühe Christen – Wie aus einer kleinen Sekte die größte Religion der Welt wurde                    |
| 02  | 2021 | Mesopotamien – Wiege der Zivilisation                                                                                               |
| 03  | 2021 | Geld – Geschichte einer Weltmacht – Von Krösus bis zum modernen Kapitalismus                                                        |
| 04  | 2021 | Die Geschichte des Verbrechens – Von Mördern, Betrügern und Detektiven                                                              |
| 05  | 2021 | London – Aufstieg einer Weltstadt – Von den Römern bis zu den „Swinging Sixties“                                                    |
| 06  | 2021 | Lügen, Mythen & Verschwörungen – Was hinter dem Glauben an finstere Machenschaften steckt                                           |
| 07  | 2021 | Kaiser, Krieger und Entdecker – China – Wie das Reich der Mitte zum mächtigsten Staat der Erde aufstieg                             |
| 08  | 2021 | Mächtige Frauen der Geschichte – Von der Keltenfürstin bis zum Fernsehstar                                                          |
| 09  | 2021 | Verschollene Schätze – Vom Bernsteinzimmer bis zum Nazigold                                                                         |
| 10  | 2021 | Die Pracht der Pharaonen – So lebten und starben die Mächtigen im Alten Ägypten                                                     |
| 11  | 2021 | Die Geschichte der Kreuzzüge – Der Kampf um das Heilige Land                                                                        |
| 12  | 2021 | Maya, Mochica, Irokesen – Amerika vor Kolumbus                                                                                      |
| 01  | 2022 | Spione – Von Mata Hari bis zum echten Bond                                                                                          |
| 02  | 2022 | Das Leben des Reichsgründers Otto von Bismarck                                                                                      |
| 03  | 2022 | Mafia – Die Geschichte des organisierten Verbrechens                                                                                |
| 04  | 2022 | Götter, Tempel, Rituale: Der Ursprung der Glaubens – Wie die Religion in die Welt kam                                               |
| 05  | 2022 | Runen, Dichter, Dialekte: Deutsch – Die Geschichte unserer Sprache                                                                  |
| 06  | 2022 | Russland und der Westen. Die Geschichte einer schwierigen Beziehung                                                                 |
| 07  | 2022 | Prinzen, Entdecker, Pilotinnen & Unternehmer – Verschollen – Auf der Suche nach Menschen, die spurlos verschwanden                  |
| 08  | 2022 | Otto III., Byzanz, Al-Andalus – Die Welt vor 1000 Jahren – Die Geschichte einer Zeitenwende                                         |
| 09  | 2022 | Alltag unter dem Hakenkreuz – Die ersten Jahre der NS-Diktatur 1933–1939                                                            |
| 10  | 2022 | Von den Wikingern bis zum Zweiten Weltkrieg – Skandinavien – Die Geschichte des Nordens                                             |
| 11  | 2022 | Von Karl Martell bis Gustave Eiffel – Frankreich – Die Grande Nation und die Menschen, die sie geprägt haben                        |
| 12  | 2022 | Die Geschichte der großen Pionierinnen. Von Maria Theresia bis Bertha Benz: Frauen, die als Erste einzigartiges erreicht haben      |
| 01  | 2023 | Apostata, Jan Hus, Mormonen – Ketzer – Vor wem die Kirche Angst hatte und wer neue Glaubenswege ging                                |
| 02  | 2023 | Die großen Kulturen des Mittelmeeres – Die Macht der Phönizier, Etrusker, Epheser und Römer                                         |
| 03  | 2023 | Der Wilde Westen – Von Siedlern, Cowboys, Outlaws und dem Kampf der Ureinwohner um ihre Heimat                                      |
| 04  | 2023 | Von Wilhelm dem Eroberer bis Charles III. – The Crown – Die Geschichte der englischen Monarchie                                     |
| 05  | 2023 | Der Kalte Krieg – Von Spionage und Wettrüsten bis zum Fall des Eisernen Vorhangs                                                    |
| 06  | 2023 | Das Jahr der Revolution – 1848 – Vom Kampf auf den Barrikaden bis zur Paulskirche                                                   |
| 07  | 2023 | Die großen Metropolen des Mittelalters – Alltag in Bagdad, Nürnberg und Venedig                                                     |
| 08  | 2023 | Die großen Erfinder – Wie Genies mit ihren Ideen die Welt verändert haben                                                           |
| 09  | 2023 | Die großen Wendepunkte der Weltgeschichte – Von einer Revolution in der Steinzeit bis zum Attentat von Sarajevo                     |
| 10  | 2023 | Vom Königreich zum Freistaat Bayern Märchenkönig – Ludwig II. – Richard Wagners Bayreuth, Münchner Räterepublik, Franz Josef Strauß |
| 11  | 2023 | Von Caesar bis Mao – Diktatoren – Wie sie nach Macht gierten und mit Gewalt herrschten                                              |
| 12  | 2023 | Kunst, Mord, Intrigen – Die Renaissance in Italien – Geschichte einer Ära der Machtkämpfe und Meisterwerke                          |
| 01  | 2024 | Salomo, Herodes, Jesus – Die Bibel – Was Historiker über die Heilige Schrift wissen – und was wir glauben müssen                    |
| 02  | 2024 | Mythos und Wahrheit – Die Schweiz – Von Eidgenossen, Schlachten und Gipfelstürmern                                                  |
| 03  | 2024 | Aufstieg, Blüte, Untergang – Vergangene Reiche                                                                                      |
| 04  | 2024 | Von der Antike bis zum 20. Jahrhundert – Attentate – Wie heimtückische Mordanschläge die Geschichte verändert haben                 |
| 05  | 2024 | Die Deutschen Kolonien – Eine Spurensuche von Afrika bis zum Pazifik, eine Geschichte von Gier und Gewalt                           |
| 06  | 2024 | Rousseau, Kant und Friedrich der Große – Das Zeitalter der Aufklärung                                                               |
| 07  | 2024 | Von Hadrian bis Elagabal – Die hohe Kaiserzeit – Dekadenz, Macht und Skandale im antiken Rom                                        |
| 08  | 2024 | Ägypten, China, Mittelamerika – Pyramiden – Wächter über die Zeit                                                                   |
| 09  | 2024 | Als Kaufleute die Welt beherrschten – Fugger, Hanse und Ostindien-Kompanien                                                         |
| 10  | 2024 | Die (Un)Vereinigten Staaten von Amerika – Wie Spannungen den Schmelztiegel der Kulturen prägten                                     |
| 11  | 2024 | Glanzvolle Bühne des Absolutismus – Versailles – Schicksalsort für Franzosen und Deutsche                                           |
| 12  | 2024 | Leben im Mittelalter – Der Alltag in einer gar nicht so finsteren Zeit                                                              |
| 01  | 2025 | Unaufhaltsam: Industrielle Revolutionen – Licht- und Schattenseiten des Fortschritts                                                |
| 02  | 2025 | Auf den Spuren der Habsburger – Eine Dynastie im Zentrum von Europas Geschichte                                                     |
| 03  | 2025 | Die Kämpfe um sein Erbe – Alexander der Große – Wie seine Feldherren ihre eigenen Reiche aufbauten                                  |
| 04  | 2025 | Kolumbus, Humboldt, Magellan & Co. – Die Abenteuer der großen Entdecker                                                             |
| 05  | 2025 | Römer in Germanien – Wie 500 Jahre Herrschaft an Donau und Rhein uns prägten                                                        |
| 06  | 2025 | Ciao Heimat! – Auswanderer – Von Menschen, die in der Ferne ihr Glück suchten                                                       |